# Лазина
Лазина (словен. Lazina) — поселення в общині Жужемберк, регіон Південно-Східна Словенія, Словенія. Висота над рівнем моря: 501,1 м.